# جيمس غان
جيمس غان (بالإنجليزية: James Gunn) (و. م) هو منتج، ومخرج أفلام، وكاتب سيناريو، وروائي أمريكي، ولد في سانت لويس، ميزوري.
بدأ مسيرته المهنية ككاتب سيناريو في منتصف التسعينيات مع شركة إنتاج الأفلام تروما للترفيه من خلال فيلم تروميو وجولييت (1996). بعد ذلك بدأ العمل كمخرج بدءًا من فيلم الكوميديا والرعب سليثر (2006). انتقل بعدها للعمل في تصنيف الأبطال الخارقين حيث قام بإخراج فيلم سوبر (2010) من بطولة راين ويلسون. لاحقًا عمل على كتابة وإخراج ثلاثية أفلام داخل عالم مارفل السينمائي وهي حراس المجرة (2014)، حراس المجرة 2 (2017) و حراس المجرة 3 (2023). إضافة الى ذلك، قام غن بكتابة وإخراج الفرقة الانتحارية والذي اصدر سنة 2021.
في عام 2022، قامت وارنر برذرز. ديسكفري بتعيينه كرئيس تنفيذي مشارك لشركة الإنتاج دي سي ستوديو إلى جانب بيتر سافران. تحت مظلة استوديوهات دي سي، سيكون غن منتجًا تنفيذيًا لجميع الأفلام والمسلسلات التلفزيونية لعالم دي السينمائي (DCU) الجديد والذي سيكون إعادة بدء لعالم عالم دي سي الممتد السابق. في العالم السينمائي الجديد، يعتبر جيمس غن هو مبتكر مسلسل الرسوم المتحركة كريتشر كوماندوز (2024)، ومخرج وكاتب فيلم سوبرمان القادم في صيف 2025.

## التعليم
تعلم في St. Louis University High School ‏ (حتى 1984)، وكلية الفنون في جامعة كولومبيا ‏، وجامعة سانت لويس، وجامعة كولومبيا.

## أعمال بارزة
من أهم أعماله:
- حراس المجرة.
- الفرقة الانتحارية.
- سليثر.
- بيس ميكر.

## وصلات خارجية
- جيمس غان على موقع IMDb (الإنجليزية)
- جيمس غان على موقع روتن توميتوز (الإنجليزية)
- جيمس غان على موقع مونزينجر (الألمانية)
- جيمس غان على موقع ألو سيني (الفرنسية)
- جيمس غان على موقع ميوزك برينز (الإنجليزية)
- جيمس غان على موقع أول موفي (الإنجليزية)
- جيمس غان على موقع بوكس أوفيس موجو (الإنجليزية)
- جيمس غان على موقع قاعدة بيانات الأفلام السويدية (السويدية)
- جيمس غان على موقع قاعدة بيانات الفيلم (الإنجليزية)
- جيمس غان على موقع كينوبويسك (الروسية)